# 定南水
定南水，又名九曲水、贝岭水，是中国南方的一条河流，为东江的源流之一。发源于江西省寻乌县三标乡大湖岽村基隆嶂东侧，流经江西省的安远县、定南县和广东省和平县与龙川县，在龙川县汇入东江的枫树坝水库。干流长140千米，河道平均比降1.98‰，天然落差861米，流域面积2364平方千米。年均径流量20.18亿立方米。